# مدل مفهومی

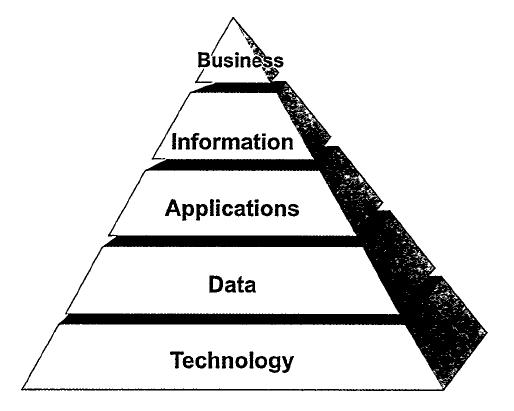
مدل مفهومی به روش هرمی

مدل مفهومی (انگلیسی: Conceptual model) یک نمایش از سامانه است که توسط ترکیبی از مفاهیمی است که برای کمک به درک، فهم، یا شبیه‌سازی یک موضوع استفاده می‌شود. بعضی از مدل‌ها اجسام فیزیکی هستند؛ برای نمونه، یک مدل اسباب‌بازی که جمع شده و ممکن است مانند شئی که نمایش می‌دهد عمل کند.